# Містечко Аріччя неподалік Рима
Містечко Аріччя неподалік Риму (рос. Аричча близ Рима) — пейзаж в італійській провінції, котрий створив російський художник Лебедєв Михайло Іванович (1811—1837) незадовго до передчасної смерті. 

## Опис твору
На передньому плані картини — могутній дуб і невелика галявина з розквітлими червоними маками. Стежкою повз дуба йде молода італійка в червоній сукні. Аби не гаяти часу даремно, навіть в дорозі вона пряде нитки. За дівчиною величний пагорб з деревами. На верхівці пагорба — барокова церква Санта-Мария-дель-Асунсьоне, котру вибудували в провінційному поселенні Аріччя за проектом римського архітектора і скульптора Лоренцо Берніні. Аріччя і на початку 19 століття залишалась маленьким поселенням, розташованим між містами Немі та Альбано. Художник старанно передав в картині ясний і спекотний день.

## Варіанти і провенанс
Створенню закінченого варіанта передували ретельний малюнок краєвида та декілька варіантів з тою же назвою. Попередні варіанти збережені і зберігаються в Москві (Третьяковська галерея) і у Самарі в художньому музеї.
Картина 1836 року була в збірках петербурзької академії мистецтв, звідки ще 1897 року передана у новостворений Російський музей, ставши серед перших його експонатів.